# Augusta Holmès
Vous lisez un « bon article » labellisé en 2021.
Pour les articles homonymes, voir Holmes.
Augusta Holmès, née Holmes le 16 décembre 1847 à Paris et morte le 28 janvier 1903 dans la même ville, est une compositrice française aux origines britannique et irlandaise, et une poétesse. Elle grandit à Versailles, où elle côtoie les salons et sociétés artistiques de son époque, fréquentant des personnalités comme Charles Gounod ou Camille Saint-Saëns. En 1879, elle prend la nationalité française et ajoute un accent grave à son nom de famille.
Grande mélodiste, élève de César Franck, amie de Franz Liszt et émule de Richard Wagner, elle compose avec un grand succès plusieurs symphonies et poèmes symphoniques, à l'image des Argonautes qui fit sa renommée, ainsi que quatre opéras, dont le plus célèbre, La Montagne noire, est représenté à l'opéra de Paris en 1895. Dans un autre genre, elle est l'autrice du noël Trois anges sont venus ce soir, popularisé par Tino Rossi.
À l'image de son idole Richard Wagner, dont elle possédait un portrait dans son salon de travail, elle écrit elle-même les textes de ses œuvres, qu'il s'agisse de ses très nombreuses mélodies, du texte de ses poèmes symphoniques avec voix ou même des livrets de ses opéras. Elle a été pendant un temps la compagne de l'écrivain Catulle Mendès, avec qui elle a eu plusieurs enfants.

## Biographie

### Famille

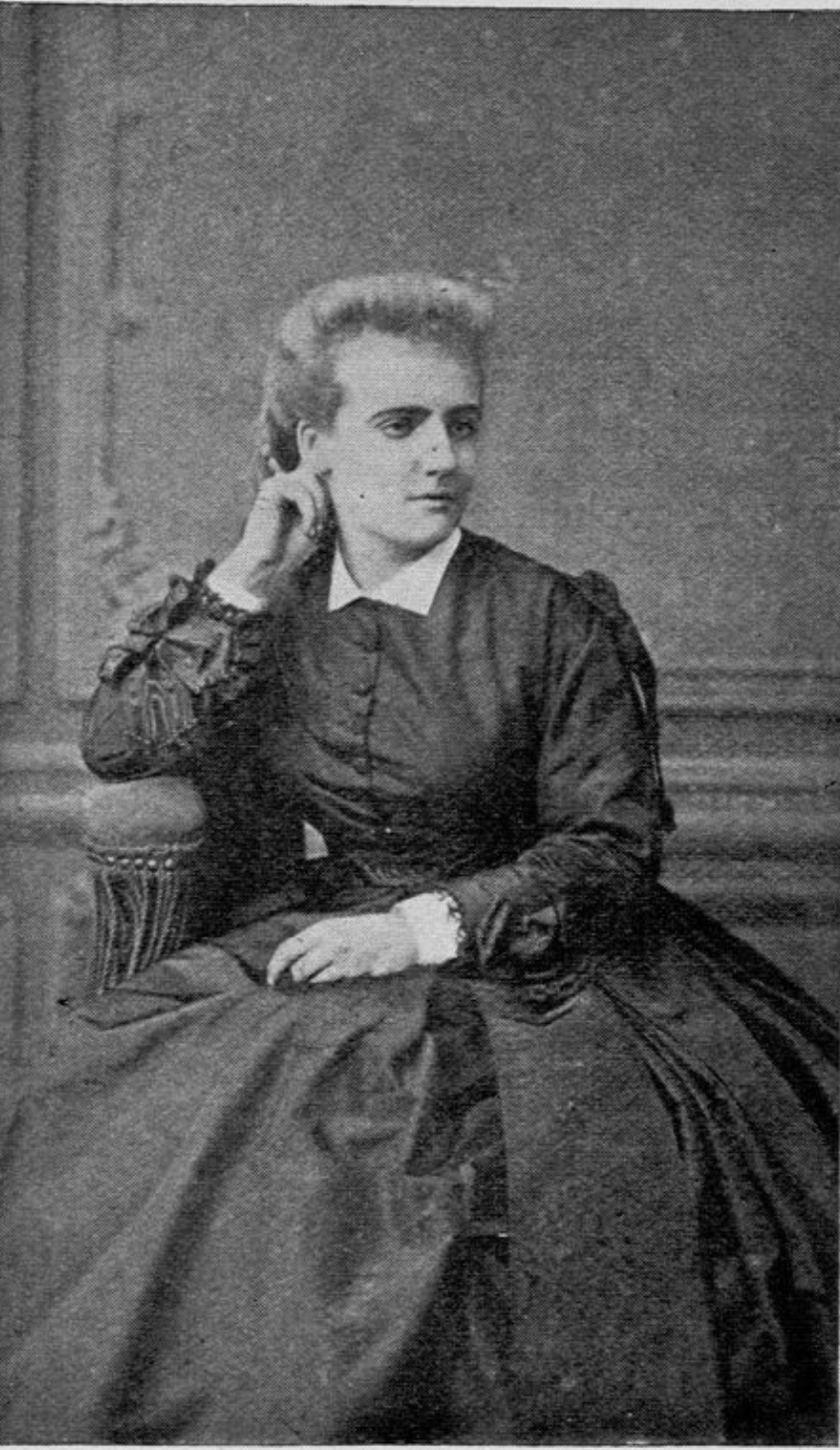
Augusta Holmès à l'âge de 18 ans.

Augusta Mary Anne Holmes naît rue Neuve-de-Berry, dans l'ancien premier arrondissement de Paris, le 16 décembre 1847,. Ses parents sont Charles William Scott Dalkeith Holmes (né le 17 juillet 1797 à Youghal et mort le 19 décembre 1869 à Versailles),, officier irlandais des dragons légers en demi-solde à partir d'avril 1817, et Tryphina Anna Constance Augusta Shearer (née en 1811 dans le Hampshire et morte en 1858). Le couple s'est marié en 1827.
Elle a pour parrain Alfred de Vigny, qui, selon certains, serait son père biologique,. En 1855, la famille Holmes s'installe à Versailles, au 15 rue de l'Orangerie,.

### Formation
Holmes peut commencer des études de musique en 1858, à la mort de sa mère, car celle-ci refusait même la présence d'un piano au domicile familial,. Son père lui donne aussi une éducation littéraire et linguistique (elle parle couramment le français et l'anglais, mais aussi l'italien et l'allemand). Elle fréquente le salon du musicien Guillot de Sainbris, ce qui lui permet de faire de la musique d'ensemble autant que de chanter,. Elle y fait la connaissance de Charles Gounod et d'Ambroise Thomas. Elle y rencontre d'autres personnalités comme les peintres Henri Regnault et Georges Clairin, les écrivains Henri Cazalis, Armand Renaud, Louis de Lyvron, André Theuriet et le compositeur Camille Saint-Saëns qui « éprouve une réelle attirance pour la belle et talentueuse musicienne » et la demande en mariage à deux reprises. Elle participe aux soirées organisées par Regnault, Clairin et Blanchard à l'atelier du boulevard Saint-Michel, à Paris, ainsi que chez Saint-Saëns, au 168 faubourg Saint-Honoré,.
Bien qu'elle étudie aussi la peinture, elle s'intéresse principalement à la musique. Elle commence ses études musicales avec Mlle Peyronnet,, apprenant les grandes œuvres de Bach, Beethoven et Haendel, qu'elle connaissait par cœur. Tout comme son ami Camille Saint-Saëns, elle est considérée comme une pianiste prodige. Après l'étude du piano, Augusta devient élève d'Henri Lambert, pour l'orgue, l'harmonie et le contrepoint, ainsi que du clarinettiste Hyacinthe Klosé. Elle apprend également le chant auprès de Guillot de Sainbris. Selon Henri Gauthier-Villars, sa tessiture « allait du contre-fa au si bémol aigu ». Elle chante en s'accompagnant elle-même au piano sur des mélodies dont elle écrit autant le texte que la musique, et devient l'élève de César Franck. Consciente de « l'indifférence qui accueille les œuvres d'une femme compositeur », elle publie ses premières partitions sous le pseudonyme d'Hermann Zenta, avant d'abandonner cet usage pour publier sous son nom propre.

### Carrière

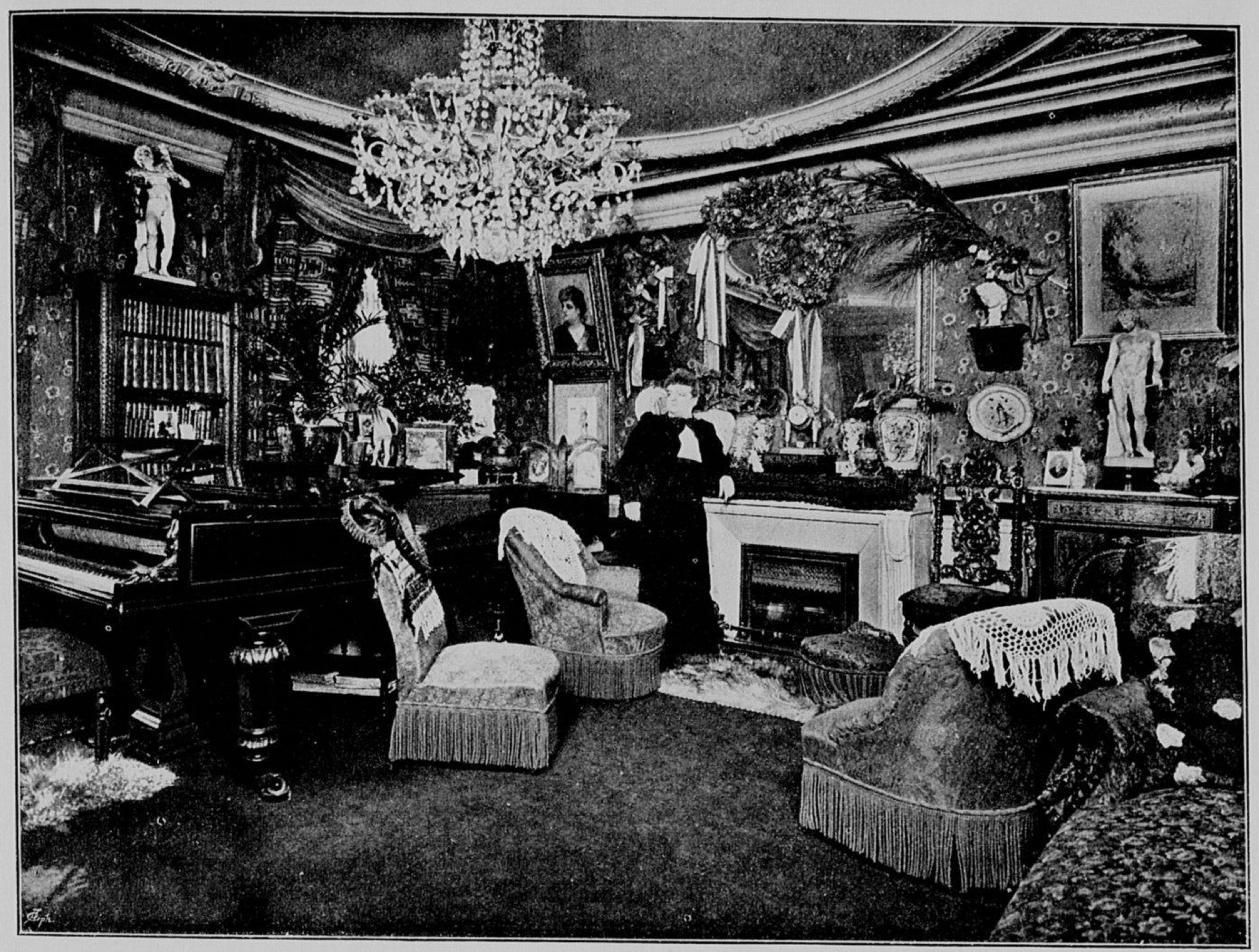
dans son salon, au 30 rue Juliette-Lamber, photographie d'Henri Mairet (15 décembre 1894).

Holmès rencontre le compositeur italien Gioachino Rossini qui l'encourage dans la voie musicale après l'avoir entendue déchiffrer un morceau à vue et chanter.
En 1869, elle assiste à la création de L'Or du Rhin en compagnie de Franz Liszt, qui lui écrira plus tard avoir « la plus haute opinion de [ses] talents extraordinaires ». La même année, elle donne naissance à Raphaël, qu'elle a avec le poète Catulle Mendès, alors époux de Judith Gautier.
En 1870, sous la guerre franco-prussienne, elle sert comme ambulancière,. Éminemment patriote, elle compose Vengeance !, un chant guerrier, et une ode à la France sous le titre Dieu sauve la France à la fin de l'année 1870. Elle ajoute un accent grave à son nom.
C'est à partir de 1875 qu'elle étudie auprès de César Franck. En 1876, elle fait le voyage à Bayreuth pour l'inauguration du palais des festivals. À Tribschen, elle rencontre Richard Wagner, qui imprégnera ses compositions comme dans le poème symphonique Lutèce ou dans son opéra Astarté puisqu'elle écrit les textes de ses mélodies, oratorios, symphonies vocales et de ses opéras, dont le plus connu est La Montagne noire.
En 1876, elle compose sa première symphonie Roland Furieux, qui ne sera créée qu'en 2019 par l’Orchestre national de la BBC du Pays de Galles, à Cardiff. Cependant, l'Andante pastoral, qui constitue le deuxième mouvement, a souvent été joué séparément et fut créé dès janvier 1877 à Paris, sous la direction d'Édouard Colonne,. Octave Mirbeau rapporte que, lors de l'une de ces représentations à laquelle il assiste, l'œuvre a été sifflée, non pas à cause de sa qualité que l'auteur souligne, mais parce qu'Augusta Holmès était considérée comme wagnérienne,. En 1876, elle fait notamment le voyage à Bayreuth pour assister à l'inauguration du Palais des festivals de Bayreuth et à la création de L'Anneau du Nibelung Sa seconde symphonie Lutèce est composée l'année suivante.
Avant 1877, elle adhère à la Société des compositeurs de musique, à laquelle elle restera jusqu'à sa mort.
En 1879, elle est naturalisée française,.
En 1880, Augusta Holmès compose son deuxième poème symphonique avec voix, Les Argonautes, qui remporte un vif succès malgré son échec au concours de la ville de Paris,, et qui lui permet de faire jouer en 1882 son troisième poème symphonique, Irlande, d'allure très patriotique et vantant le pays de ses origines,. Elle reverse d'ailleurs les droits d'auteur que lui rapportent les représentations de l’œuvre à des organisations nationalistes irlandaises. En 1883, elle compose deux autres poèmes symphoniques, Andromède, qui s'inspire à nouveau de la mythologie grecque, et un second poème symphonique patriotique, Pologne,.

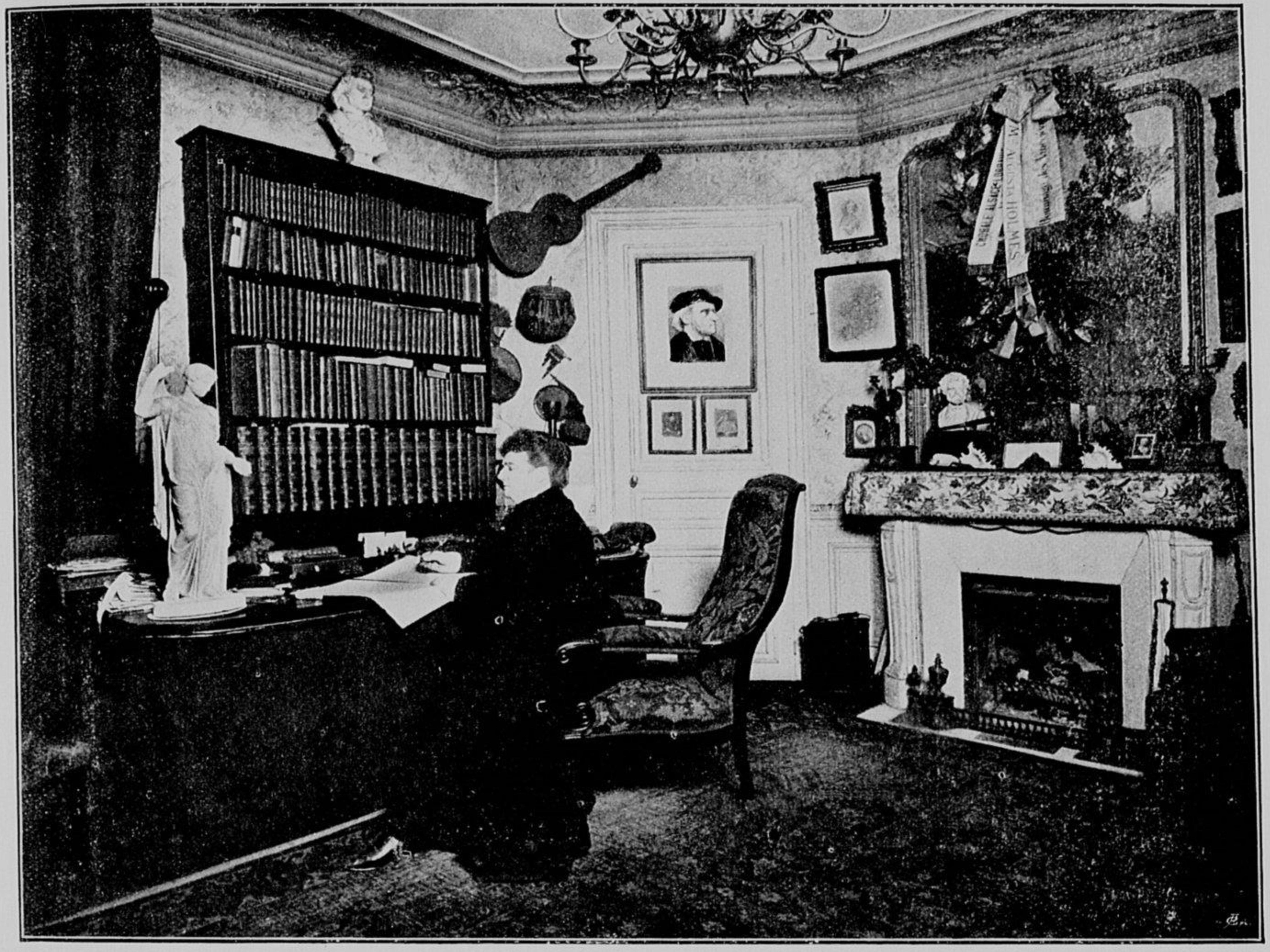
dans son cabinet de travail, au 30, rue Juliette-Lamber, photographie d'Henri Mairet.

En 1884, elle écrit son quatrième opéra, La Montagne noire : créé à l'opéra Garnier, le 8 février 1895, cet ouvrage remporte un succès mitigé avec treize représentations, et n'est pas repris à Paris. Cependant, le talent de la compositrice n'est pas ignoré, salué par Debussy, et le public lui pardonne cet échec en se souvenant des succès de ses précédents poèmes symphoniques à la « musique charmante et robuste ».
En 1887, elle compose son célèbre cantique de Noël Trois anges sont venus ce soir, qui connait un succès équivalent à Minuit, chrétiens, le chant composé par Adolphe Adam. Il sera chanté par Tino Rossi et d'autres chanteurs populaires.
En 1888, elle compose pour glorifier la France une ode symphonique, Ludus pro Patria, inspirée du tableau homonyme de Puvis de Chavannes. Dans la même veine, 1889 est l'année d'une certaine reconnaissance officielle : elle compose une Ode triomphale pour célébrer le centenaire de la Révolution française, une œuvre monumentale pour un orchestre de trois cents musiciens et un chœur de neuf cents chanteurs et chanteuses costumés sur un plateau de 2 000 mètres carrés. Ce qui fait dire à Saint-Saëns, dans Le Rappel : « Il fallait plus qu'un homme pour chanter le centenaire ; à défaut d'un dieu impossible à rencontrer, la République française a trouvé ce qu'il lui fallait : une muse ! »,. La première se déroule le 11 septembre 1889 au palais de l'Industrie, devant quinze mille spectateurs et spectatrices : la pièce, grandiose, au caractère à la fois solennel et populaire, est un véritable succès public. Les représentations se poursuivront le 12 et le 14 septembre. Ces célébrations sont dans la lignée des grandes cérémonies révolutionnaires de François-Joseph Gossec ou de Étienne Nicolas Méhul.
Ses poèmes symphoniques Irlande et Pologne la font connaître comme compositrice de musique à programme à tendance nationaliste. Elle est louée pour sa musique aussi puissante et virile qu'ayant un beau génie mélodique.
En 1890, elle est nommée officier de l'Instruction publique. Sa renommée franchit les frontières : la ville de Florence lui commande une partition pour les cérémonies du sixième centenaire de la mort de Béatrice Portinari, amour de Dante. Ce sera l'Hymne à la Paix, créé à Florence en mai 1890, en présence de la compositrice, qui recueille de vifs éloges. La même année, elle compose le prélude pour piano Ce qu'on entendit dans la nuit de Noël, qui ouvre les Contes mystiques de Stephan Bordèse, recueil de poèmes directement mis en musique par plusieurs compositeurs contemporains parmi lesquels Edmond Diet, Théodore Dubois, Gabriel Fauré, Charles Lecocq, Charles Lenepveu, Jules Massenet, Émile Paladilhe, Camille Saint-Saëns, Pauline Viardot et Charles-Marie Widor.
En 1891, elle fait partie du jury du concours de la ville de Paris, auprès des compositeurs Ernest Guiraud, Vincent d'Indy, Emmanuel Chabrier, Théodore Dubois, Jules Massenet, Charles-Marie Widor et Gabriel Fauré.
Le 8 février 1895, son opéra La Montagne noire est créé à l'Opéra national de Paris, faisant de la compositrice la troisième à être programmée par cette institution après Élisabeth Jacquet de La Guerre et Louise Bertin. Après l'échec de son opéra, Augusta Holmès diminue drastiquement la composition, ne donnant que quelques mélodies avec piano, une Fantaisie pour clarinette et piano et une dernière œuvre orchestrale : Le Jugement de Naïs.
Au cours de sa vie, elle entretient une correspondance fournie, notamment avec Camille Saint-Saëns et Jules Massenet.

### Fin de vie

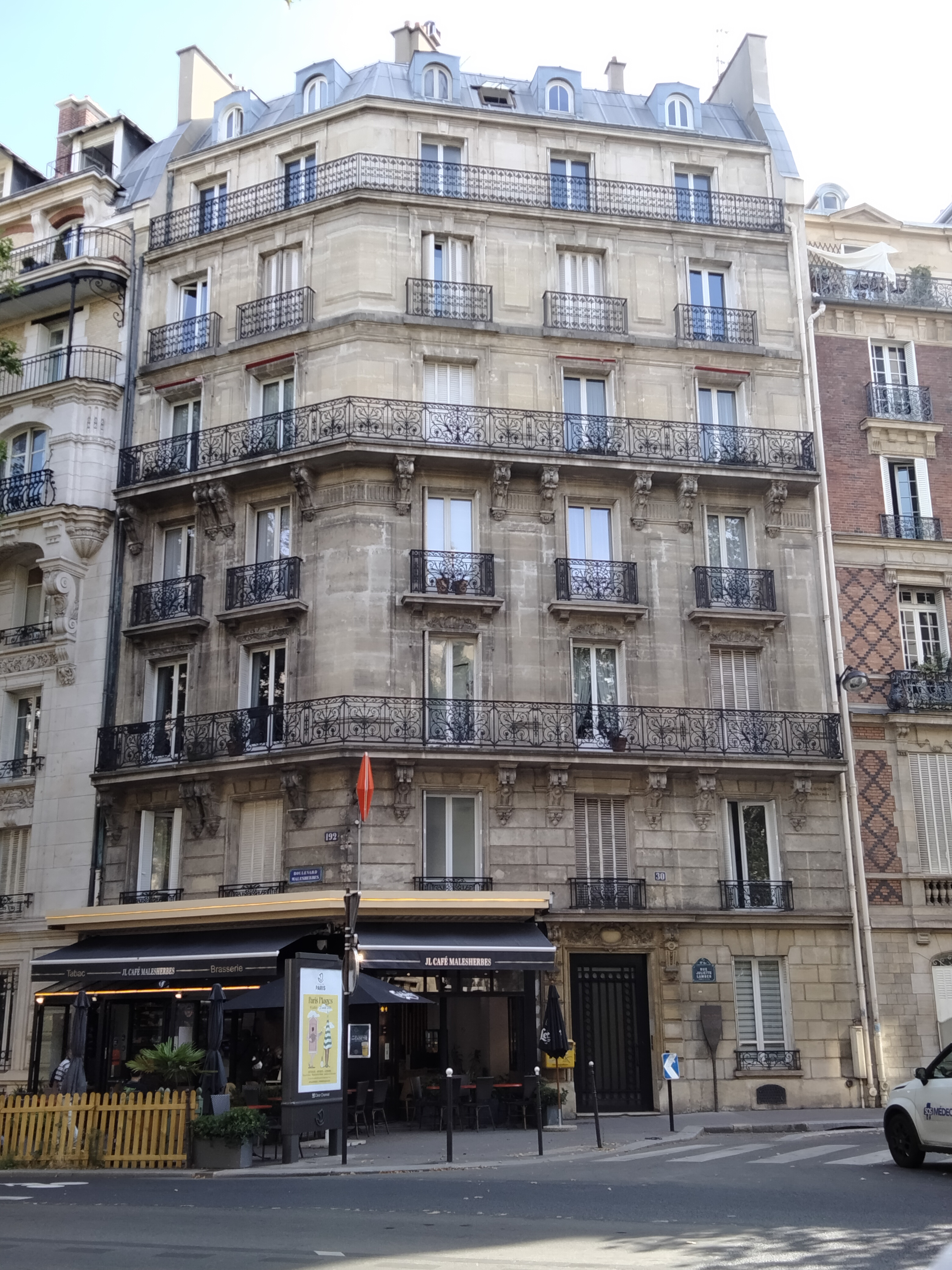
Bâtiment du 30, anciennement 40, rue Juliette-Lamber, lieu de résidence de la compositrice Augusta Holmès.

À la fin de sa vie, Augusta Holmès fréquente le salon de Nina de Villard. Elle s'intéresse aussi au spiritisme, donne des cours de piano et de chant pour pouvoir survivre et continue de composer, sans que ses œuvres lui rapportent beaucoup d'argent,. La mélodie Trois anges sont venus ce soir n'a été vendue à son éditeur de musique qu'au prix de 250 francs.
Elle se convertit au catholicisme et est baptisée le 3 juin 1900. Elle meurt d'une attaque cardiaque le 28 janvier 1903 à Paris (17e arrondissement),, dans son domicile au 40 rue Juliette-Lamber. Claude Debussy lui consacrera une nécrologie courte mais élogieuse dans le Gil Blas du 3 février. La cérémonie funéraire a lieu à l'église Saint-Augustin, où Camille Saint-Saëns a officié comme organiste. Aux termes de son acte de décès, Augusta Holmès est officier de l'Instruction publique. Elle lègue ses manuscrits musicaux à la bibliothèque du Conservatoire national de musique, sa bibliothèque à la bibliothèque municipale de Versailles et six portraits la représentant au musée de Versailles.
Augusta Holmès est enterrée avec son père au cimetière Saint-Louis de Versailles. Son tombeau, inauguré le 12 juillet 1903 avec un hommage de Maud Gonne, est sculpté par Auguste Maillard. Sur le socle sont inscrits deux vers tirés de sa symphonie avec voix Lutèce : « La gloire est éternelle et la tombe éphémère ; Les âmes ne font point d'adieux ! ».

### Vie privée
Julia Daudet dans Souvenirs d'un groupe littéraire évoque la beauté d'Augusta Holmès,. Elle inspire notamment des peintres comme Henri Regnault, qui la prend pour modèle dans son tableau Thétis apportant à Achille, pour venger la mort de Patrocle, les armes divines forgées par Vulcain, avec lequel il concourt au prix de Rome, mais aussi des écrivains, à l'image d'Alfred de Vigny, qui lui dédie L'Esprit pur dans Les Destinées, Émile Deschamps, ou Armand Renaud qui lui dédie un poème des Nuits persanes. Camille Saint-Saëns lui dédie aussi deux poèmes de ses Rimes familières. André Theuriet la prend aussi comme modèle pour dépeindre la musicienne hongroise Mira Strany dans Mademoiselle Guignon. Léon Daudet la décrit dans Fantômes et Vivants : souvenirs des milieux littéraires, politiques artistiques et médicaux de 1880 à 1905,. Plusieurs compositeurs lui dédient leurs œuvres, comme Camille Saint-Saëns, qui louera très souvent sa beauté, dans La Solitaire, troisième des Mélodies persanes ou son poème symphonique Le Rouet d'Omphale,, et César Franck, son troisième Choral pour orgue.
Dès 1864, ses amours tapageuses avec un jeune Polonais font parler d'elle. Elle se fiance en 1868, mais cela n'aboutit pas. Aux environs de 1874, Saint-Saëns lui aurait demandé sa main, mais fut éconduit,.

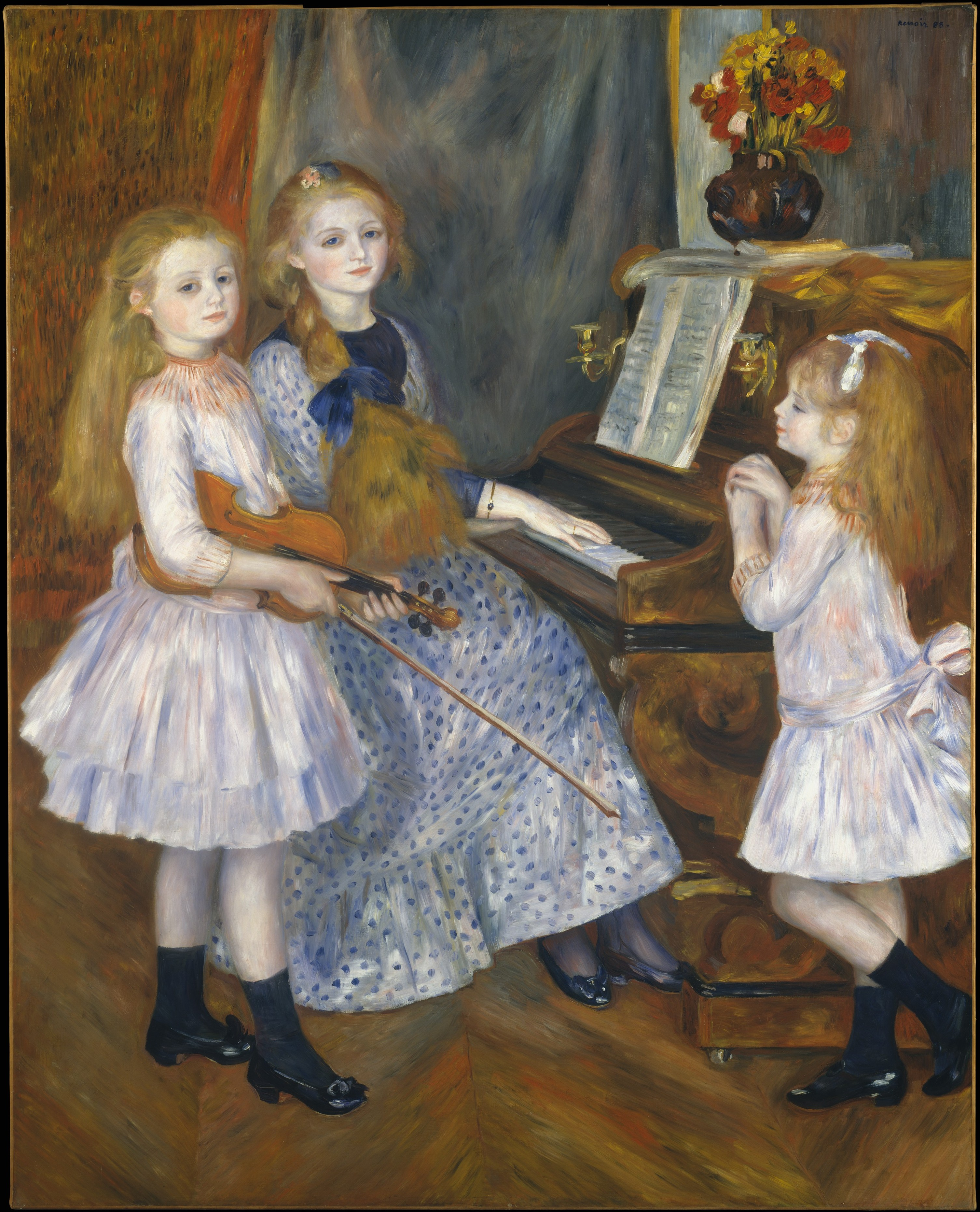
Les Trois Filles de Catulle Mendès par Auguste Renoir (1888), Metropolitan Museum of Art (New York).

Restée célibataire, elle entretient une liaison, remontant peut-être à 1866 et affichée dès 1869, avec Catulle Mendès. Le poète s'installe chez elle en 1878 mais la quitte en 1886, alors qu'elle est ruinée. Ils ont cinq enfants, :
- Raphaël Henri Mendès, né en mai 1870 et mort le 14 juillet 1896 ;
- Jeanne Huguette Olga Mendès, née le 1er mars 1872 et morte en 1964, qui épouse l'écrivain Gabriel Caillard-Belle ;
- Marie Anne Claudine Mendès, née en juin 1876 et morte en 1937, qui épouse le poète Mario de la Tour de Saint-Ygest ;
- Hélyonne Geneviève Mendès, née le 1er septembre 1879 et morte en 1955, qui épouse Henri Barbusse ;
- Marthian, mort en bas âge en 1881[97].

## Succès musical

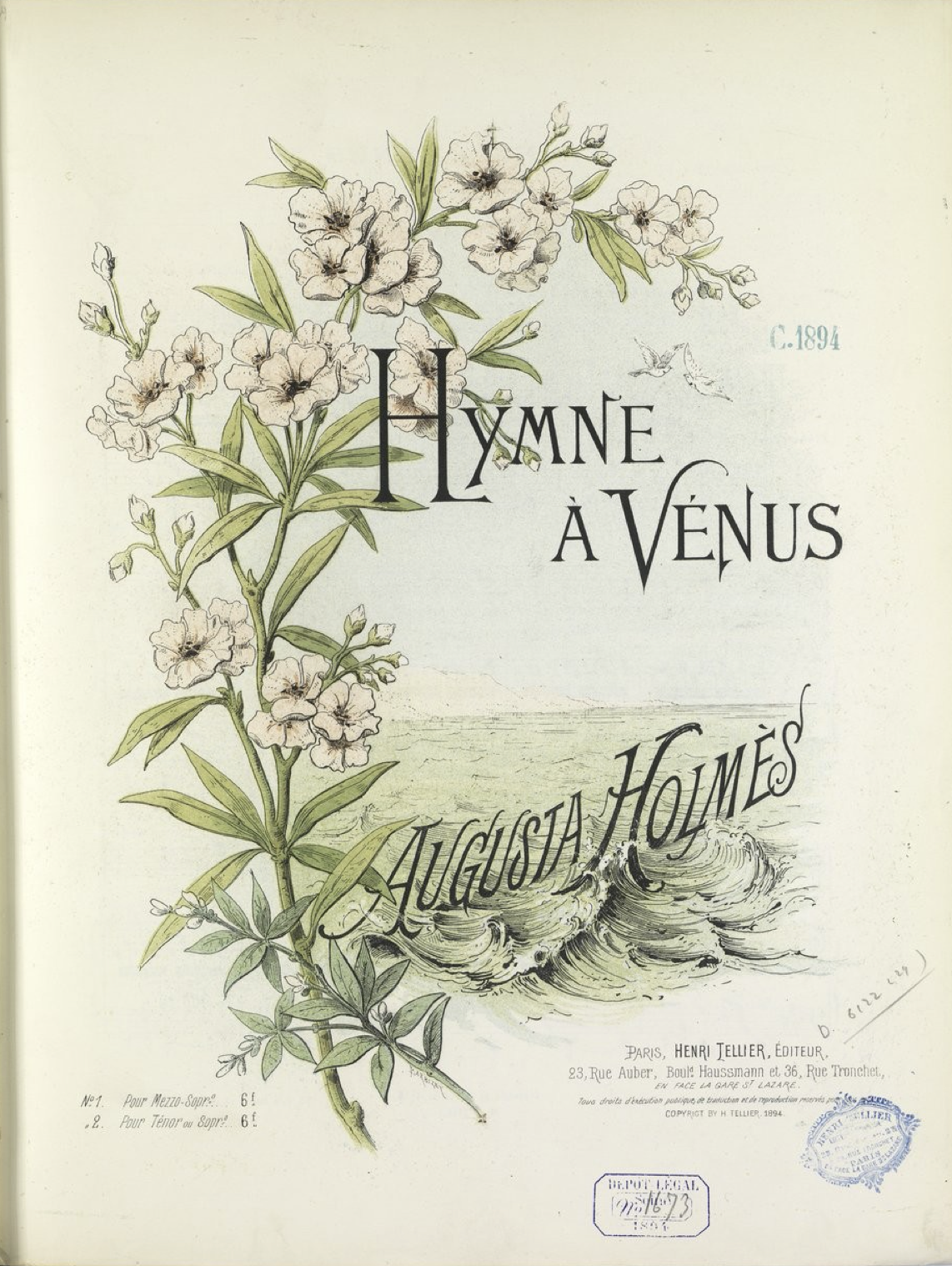
Illustration de l'Hymne à Vénus d'Augusta Holmès par Barbizet

Le succès d'Augusta Holmès est arrivé dès les premières œuvres symphoniques. Si son Ouverture pour une comédie la fait déjà remarquer, c'est avec Roland furieux qu'elle prend place parmi les compositeurs les plus connus. À partir de ce moment, son succès ira grandissant, avec les poèmes symphoniques patriotiques Irlande et Pologne, auxquels s'adjoint Lutèce, drame symphonique.
Elle s'inspire aussi de l'Antiquité grecque et de ses figures, composant ainsi les poèmes symphoniques Les Argonautes et Andromède. Les figures de l'Antiquité sont encore plus présentes avec la prise en compte de ses œuvres vocales, parmi lesquelles on retrouve La Fille de Jephté, Prométhée et trois hymnes : à Apollon, à Vénus et à Éros. Ses pages symphoniques lui valent la sympathie du public comme des critiques, qui saluent le génie mélodique autant que la vigueur de ces pages symphoniques. Le succès que lui valent ses œuvres précédentes lui permet de surmonter l'échec de son dernier opéra La Montagne noire.

## Œuvre
Le répertoire d'Augusta Holmès est très varié, allant de la mélodie à l'opéra en passant par des poèmes symphoniques avec ou sans chœur. L'une de ses œuvres les plus interprétées est son chant de Noël Trois anges sont venus ce soir, notamment par Tino Rossi.

### Mélodies
Elle écrit une centaine de mélodies parmi lesquelles :
- Berceuse, L. Grus & Fils, 1892
- Aux heureux, Durand, Schoenewerk & Cie, 1882 (deux versions : Soprano ou Ténor / Mezzo Soprano ou Baryton)
- Charme du jour (Sérénade Mauresque), Louis Gregh, 1902 (trois versions : Ténor (ou Soprano) Ton original, Baryton ou Mezzo-Soprano, Basse ou Contralto)
- Dans mon cœur, Enoch & Cie, 1902 (trois versions : n°1 en La bémol pour voix élevées (ton original), n° 2 en si bémol pour voix moyennes, n° en ut pour voix graves)
- Dans un parc abandonné... N° des "Impressions", Durand & Schoenewerk (Deux versions en si (ton original) pour Ténor ou Soprano, en la pour Baryton ou Mezzo-Soprano)
- En chemin , H. Tellier, 1886

- La Chanson du chamelier, 1864[99] ;
- À Lydie, duo pour soprano et baryton ou ténor avec accompagnement de piano, ode d'Horace traduite en français par A. de Musset, 1869[100] ;
- Ave Maris Stella, pour ténor et soprano, 1872[101] ;
- Tantum ergo sacramentum, pour ténor, baryton et orgue, 1872 ;
- Les Sept Ivresses, chanson, 1882 ;
- Trois chansons populaires, 1883[102] ;
- Les Sérénades, chanson, 1883-1884 ;
- Rêves parisiens, chansons, 1886-1892 ;
- Chants de la Kitharède, trois mélodies, 1888 ;
- Les Griffes d'or, chanson, 1889 ;
- Paysages d'amour, quatre chansons, 1889 ;
- Les Chevaliers du ciel, 1891[103] ;
- La Chanson des gas d'Irlande, 1891 ;
- Contes divins, cinq chansons, 1892-1895 ;
- Contes de fées, dix chansons, 1892-1897 ;
- Au jardin des dieux, 1893 ;
- Hymne à Vénus pour soprano, 1894 ;
- À Trianon, 1896[104] ;
- L'Appel du printemps, 1897[104] ;
- Les Heures, quatre chansons, 1899-1900 ;
- Trois anges sont venus ce soir, 1901 ;
- Au pays, 1901 ;
- Fleur de néflier, 1902 ;
- La Bergère, 1902 ;
- Au delà !, 1902.

### Musique pour piano
- Marche des zouaves, 1861
- Rêverie tzigane, 1887[105].
- Ce qu'on entendit dans la nuit de Noël, prélude pour piano, 1890
- Oiseau d'hiver, 1892[106].
- Polonaise pour piano

### Musique de chambre
- Minuetto, quatuor à cordes, 1867
- Trois petites pièces pour flûte et piano, 1879
- Fantaisie pour clarinette et piano, 1900

### Musique vocale
- Memento mei Deus, pour chœur, 1872[101]
- Veni Creator pour ténor, chœur et orgue, 1887
- La Vision de la reine, scène lyrique pour voix féminine soliste, chœur féminin, piano, violoncelle et harpe, 1895
- Danse d'Almées, pour chœur à quatre voix et orgue

### Musique symphonique
- Air de ballet, pour orchestre symphonique, 1870
- Allegro féroce pour orchestre, 1870
- Ouverture pour une comédie, pour orchestre, 1870
- Roland furieux, symphonie d'après L'Arioste, 1875-1876
- Les Argonautes, poème symphonique, 1880
- Irlande, poème symphonique, 1882
- Andromède, poème symphonique, 1883
- Pologne, poème symphonique, 1883
- La Nuit et l'Amour, interlude symphonique pour orchestre tiré de l'ode Ludus pro Patria, 1888[107]
- Au pays bleu, suite symphonique, 1890
- Le Jugement de Naïs, pour orchestre, 1902

### Musique symphonique avec voix
- Danses d'almées, pour alto, chœur et orchestre, 1868
- La Fille de Jephté, pour chœur et orchestre, 1869
- Carmen nuptiale, pour chœur et orchestre, 1870
- Prométhée, pour soliste, chœur et orchestre, 1870
- La Chanson de la caravane, pour voix solistes, chœur et orchestre, 1870
- Hymne à Apollon, poème symphonique pour voix solistes, chœur et orchestre, 1872
- Psaume 113 : In exitu Israël, pour chœur et orchestre, 1872
- Lutèce, drame symphonique pour voix solistes, chœur et orchestre, 1877
- Ludus pro patria, ode symphonique pour chœur et orchestre, 1888
- Une vision de sainte Thérèse pour soprano et orchestre, 1888
- Ode triomphale en l'honneur du centenaire de 1789 pour soprano, chœur et orchestre, 1889  [108],[109]
- Hymne à la paix pour voix solistes, chœur et orchestre, 1890
- Fleur de néflier pour ténor, chœur et orchestre, 1901

### Opéra
- Astarté, opéra en un acte, 1870
- Lancelot du lac, opéra en trois actes, 1870
- Héro et Léandre, opéra en un acte, 1875
- La Montagne noire, opéra en quatre actes, 1884

### Œuvres littéraires
- Norah Greena, livret d'opéra en quatre actes, 1880
- La Belle Roncerose, livret d'opéra en trois actes, 1890
- La Merrow, livret d'opéra en quatre actes
- Le Fils d'Olivier, livret d'opéra en quatre actes
- Marie Stuart, livret d'opéra en trois actes

## Iconographie
En 1866, Augusta Holmès inspire Henri Regnault (qui restitue de mémoire un portrait de profil ressemblant) pour le personnage de Thétis dans une de ses œuvres d'inspiration mythologique. Le musée Lambinet de Versailles conserve son portrait peint en 1873 par Gustave Jacquet, légué par sa fille Hélyonne.

Portraits
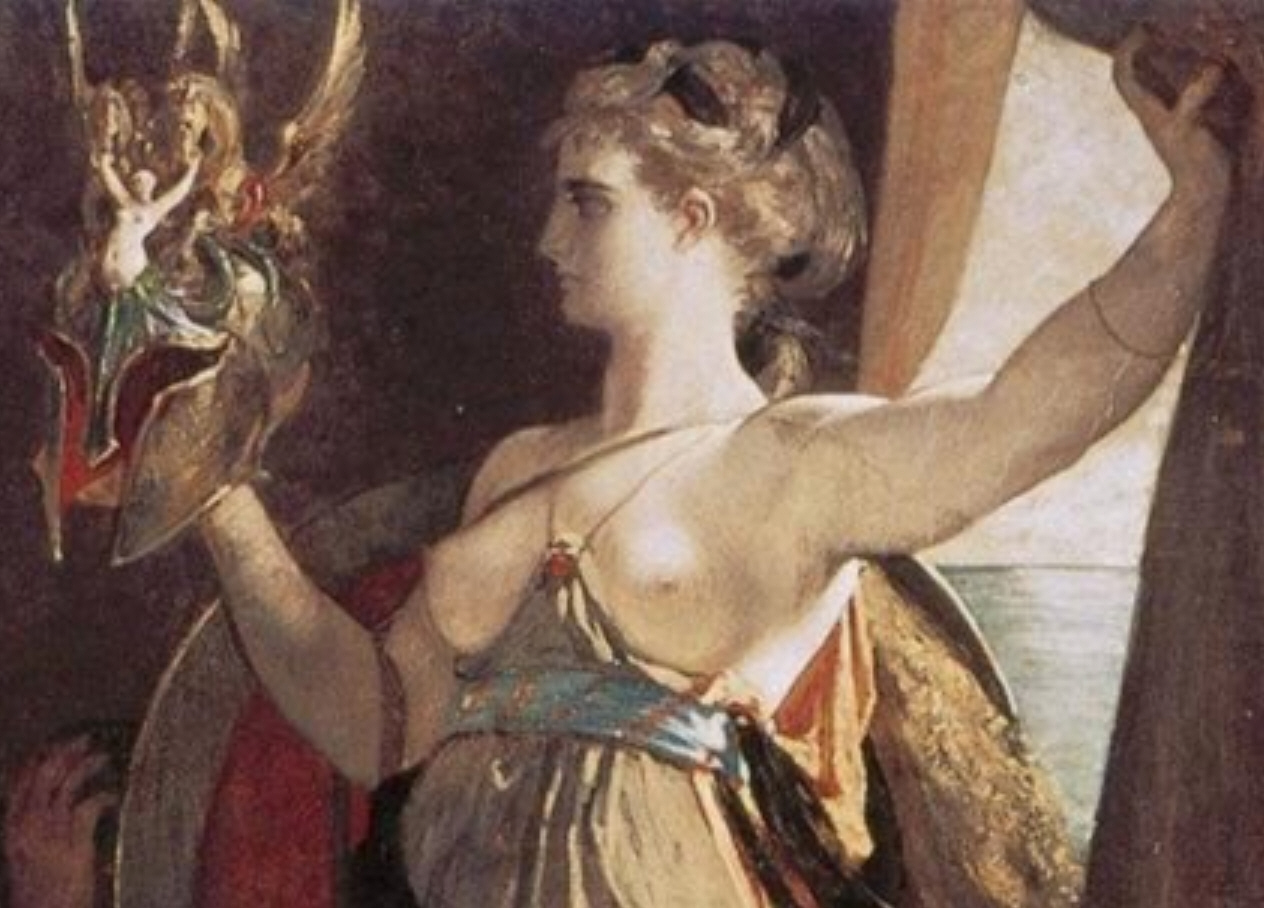
Thétis apporte à Achille les armes forgées par Vulcain, par Henri Regnault (détail) (1866).
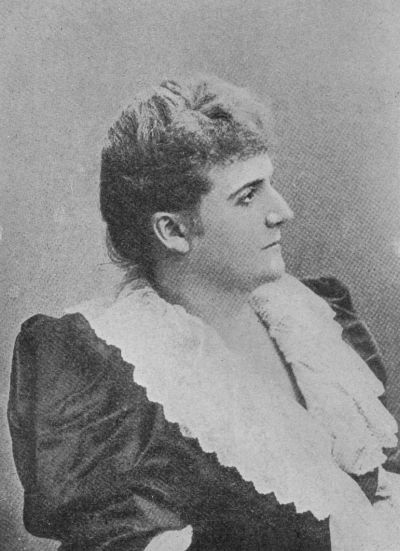
Photographie (1908).
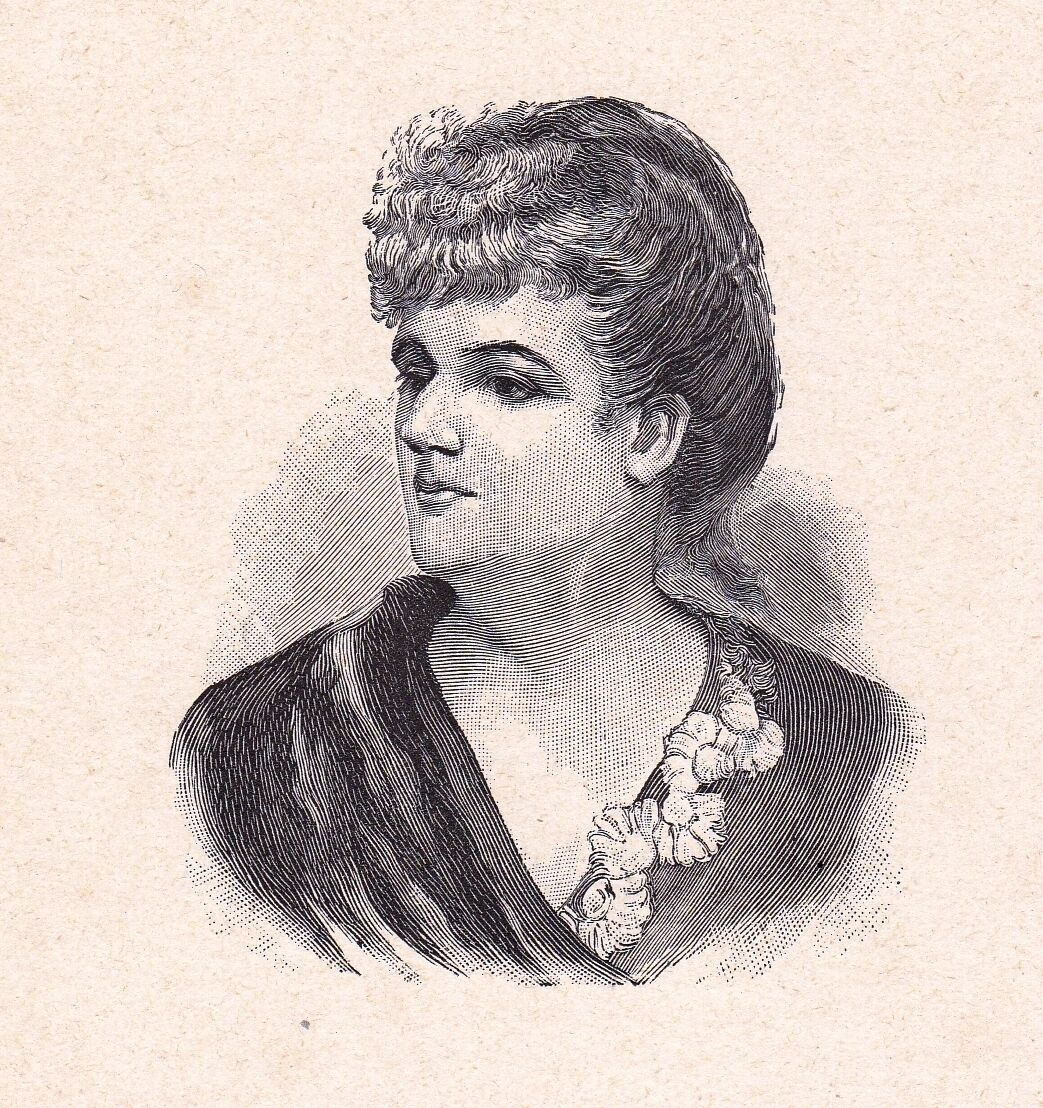
Portrait gravé par Henri Brauer pour l'album d'Angelo Mariani, un pharmacien vantant son cordial (1894)[111].

## Postérité
Compositrice reconnue en son temps, Augusta Holmès a été beaucoup plus négligée ensuite : elle n'a été longtemps qu'un nom rapidement cité, dans les dictionnaires, encyclopédies et histoires de la musique classique,,,. Après sa mort, sa musique n'est plus jouée et elle disparaît petit à petit des mémoires. Elle figure notamment dans le Dictionnaire universel des créatrices.
Elle est redécouverte au début du XXIe siècle et ses œuvres sont rejouées, voire créées, comme Roland furieux en 2019. La Nuit et l’amour a fait partie du programme du “Sommernachtkonzert Schönbrunn 2024” du 7 juin 2024 à Vienne (Autriche).

### Hommages
Augusta Holmès est la dédicataire de plusieurs partitions de compositeurs contemporains :
- le 3e et dernier des Trois Chorals pour orgue de César Franck[119],[120] ;
- Le Rouet d'Omphale, op. 31[121], La Solitaire (no 3 des Mélodies persanes, op. 26[N 5],[123]) et Guitare[124] de Camille Saint-Saëns ;
- Danse orientale pour piano, op. 110 d'Antoine-François Marmontel[125] ;
- Amaranthe, op. 136, gavotte pour piano de Georges Auvray[126] ;
- Trois préludes sur des airs populaires irlandais pour piano, de Reynaldo Hahn[127].

Elle a notamment inspiré plusieurs poètes et romanciers, comme André Theuriet qui la prit pour modèle de Mira Strany dans son roman Mademoiselle Guignon.

### Distinctions
- Officier de l'Instruction publique (promotion du 1er janvier 1890[128]).

### Odonymes
En France, plusieurs odonymes honorent sa mémoire :
- la place Augusta-Holmes, dans le 13e arrondissement de Paris ;
- la rue Augusta-Holmes, à Versailles ;
- l'avenue Augusta-Holmès, à Chelles ;
- l'allée Augusta-Holmès à Nantes[129].